# Хемстеде
Хемстеде (нидерл. Heemstede) — город и община в нидерландской провинции Северная Голландия. Расположена к западу от Амстердама. Площадь общины — 9,64 км², из них 9,2 км² составляет суша. Население по данным на 1 января 2007 года — 25 555 человек. Средняя плотность населения — 2650,9 чел/км².
На территории общины имеется 1 железнодорожная станция (Хемстеде-Арденхаут) на линии Харлем-Лейден. В центре общины находится парк Грунендал, на территории которого расположены несколько старых поместий Хемстеде.

## Галерея

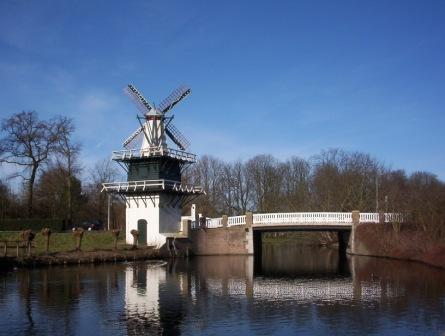
Ветряная мельница на восточном входе в парк Грунендал
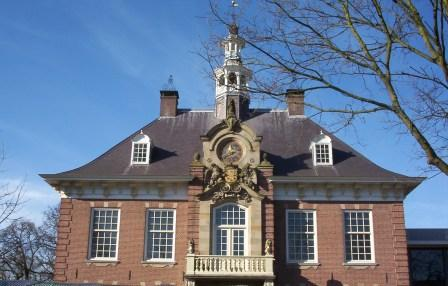
Ратуша